# Hidvégi Máté
Hidvégi Máté (Budapest, 1955. november 9. –) magyar biokémikus, rákkutató, címzetes egyetemi tanár, az Avemar feltalálója.

## Életpályája
Középiskolai tanulmányait az ELTE Apáczai Csere János Gyakorló Gimnáziumban végezte, ahol 1974-ben érettségizett. Ezután a Budapesti Műszaki Egyetemen tanult kémiát, ahol 1978-ban vegyész üzemmérnök, majd 1980-ban biológus-mérnök diplomát szerzett. (Budapesti Műszaki Egyetem, Vegyészmérnöki Kar, ELTE Természettudományi Kar, SOTE Általános Orvosi Kar közös képzés). 1978-80 között Népköztársasági ösztöndíjas volt. 1983-tól egyetemi műszaki-biokémiai doktor (Budapesti Műszaki Egyetem), 1991-től a kémiai tudomány kandidátusa (Magyar Tudományos Akadémia), 2001-től habilitált doktor (Budapesti Műszaki és Gazdaságtudományi Egyetem), 2003-tól címzetes egyetemi tanár (Zsidó Egyetem).
1980-83 között a Gabona Tröszt Minőségellenőrzési Osztályán dolgozott minőségbiztosító mérnökként. A BME Vegyészmérnöki Kar Biokémiai és Élelmiszertechnológiai Tanszékén 1984 és 2003 között dolgozott, ahol 1984-től tanársegéd, 1985-től egyetemi adjunktus, 1993-tól egyetemi docens. 1988-90 között Hidvégi két évet a kanadai Winnipegben töltött, ahol 1988-89 között a Kanadai Gabona Hivatal Kutatási Laboratóriumának meghívott tudományos munkatársa, 1989-90 között a Manitobai Egyetem, Élelmiszertudományi Tanszék tudományos főmunkatársa. 1991-97 között a magyarországi gyógyszeripari vállalatok részére fejleszt termékeket. 1997-től a Biromedicina Első Magyar Rákkutatási ZRt. munkatársa.

## Tudományos munkássága
Természettudományos kutatásaiban kezdetben az élet eredetének problémáival foglalkozott. Kidolgozta és publikálta a biológiai membránok biogenezisének és evolúciójának egy lehetséges útját. Kidolgozta egy hipotetikus őssejt szerveskémiai és reakciókinetikai modelljét. Eredményeire tankönyvek is hivatkoznak.
Matematikai modelleket dolgozott ki fehérjék biológiai értékmérésére. Társkutatókkal közösen létrehozott és szabadalmaztatott egy közeli infravörös spektroszkópiai mérésekkel támogatott számítógépes takarmányozási tanácsadó rendszert.
Amerikai kutatókkal közösen felfedezett és publikált egy biológiai ritmus-formát, amellyel a magasabb rendű állatok növekedése jellemezhető.
Nevéhez fűződik többek között az instantizált gyógynövény kivonatok magyarországi gyártásának és gyógyászati felhasználásának bevezetése és ezzel az ún. gyógyszernek nem minősülő gyógyhatású készítmények egyik első generációjának kifejlesztése.
Az Esterin nevű, koleszterin-szint csökkentő tabletta feltalálója. Készítményét – Magyarország mellett – több országban is engedélyezték (USA, Hollandia, Litvánia, Szlovákia, Bulgária, Svédország, Izrael, Ausztria). A találmánya szerinti készítmény hatásmechanizmusa ma már egyetemi tananyag. A haifai Technion Egyetem orvosi karán az Esterin külön kutatómunka és publikáció tárgya.
A nazálisan alkalmazható influenza vakcina magyarországi kifejlesztésének egyik kezdeményezője. A Vajmarin elnevezésű vajhelyettesítő élelmiszer egyik feltalálója. A biológus-mérnök- és az orvosbiológus-mérnök képzések egyik vezető oktatója. Irányításával számos szakdolgozat, diplomamunka, doktori értekezés és kandidátusi értekezés készült.
Az Avemar nevű készítmény egyik feltalálója, az ezt kutató nemzetközi tudóscsoport vezetője. Legfontosabb szakmai alkotásának az Avemar tekinthető, amelyet Amerikában Hungarian Powder néven emlegettek. Jelenleg az antimetasztatikumok (daganatos áttétek kialakulását megelőző gyógyszerek) kutatásával foglalkozik.

## Művelődéstörténeti munkássága
Művelődéstörténeti munkássága főként a magyar-zsidó kultúrát öleli fel. 
Megírta Teitelbaum Mózes, Lőw Lipót, Lőw Immánuel, Scheiber Sándor, Márton Áron, Szántó Tibor életrajzát. Felkutatta és közzétette Löw Lipót 1849-es börtönnaplóját, kiadta Löw Lipót magyar nyelvű prédikációit, feldolgozta és publikálta Löw Immánuel perét, valamint összegyűjtötte Löw Lipót magyar nyelvű homiliáit. Publikált a magyarországi haszidizmus történetéről.
A Liget c. irodalmi és ökológiai folyóirat alapító munkatársa. Több cikke, illetve szócikke jelent meg irodalmi és művelődéstörténeti folyóiratokban valamint az Új magyar irodalmi lexikonban. A Jeruzsálemi Füzetek társszerkesztője.
Szerkesztette és sajtó alá rendezte Domokos Pál Péter Márton Áron erdélyi püspökről szóló életrajzát. A kötetet a Szentszék Márton Áron boldoggá avatási perének hivatalos aktái közé iktatta. Szerkesztette a zsidómentő vértanú apáca, Salkaházi Sára boldoggá avatására készült emlékkönyvet.
Az 1990-es évek régészeti felfedezéseit is figyelembe vevő tanulmányt írt a jeruzsálemi Szent Sír templomról. Új teológiai értelmezést publikált a firenzei Medici-kápolna szoborkompozíciójáról. 
Művelődéstörténeti esszéi és prózaversei önálló kötetben is megjelentek Tenyeremre rajzoltalak címmel.

## Közéleti-politikai pályafutása
1987-ben részt vett a magyarországi demokratikus politikai változásokat előkészítő lakitelki tanácskozáson. Hozzászólása megtalálható a találkozóról kiadott könyvben. A Magyar Demokrata Fórum alapító tagja volt. Jelenleg nem tagja semmilyen pártnak.

## Díjai, elismerései
- A Magyar Érdemrend lovagkeresztje (2025)
- Köztársasági Elnök Aranyérme (2000)
- Scheiber Sándor-díj (2001)
- Löw Lipót emlékérem (2005)
- Jedlik Ányos-díj (2007)
- A Jeruzsálemi Latin Pátriárka Zarándokkagylója (2007)

## Cikkei, tanulmányai
Két szakkönyve, tizenkét szabadalma és száznál több publikációja, előadása és könyvfejezete van. Két szaklap szerkesztőbizottsági tagja, több gyógyszerészeti lap külső munkatársa. Több mint 100 tudományos közleménye van, többek között a British Journal of Cancer, az International Journal of Oncology, az Immunopharmacology, a Lupus, az Annals of the New York Academy of Sciences, a Pancreas, a Cancer Biotherapy and Radiopharmaceuticals, a Journal of Nutrition folyóiratokban.

### Fontosabb tudományos publikációi
- Bekes F, Hidvegi M, Korpadi M: Computer simulation of the time dependent behaviour of chemotons, chemical supersystems having the criteria of life. Simul Syst Biol Med 2: 93-101, 1979.
- Kemeny G, Pokorny I, Forizs K, Kos I, Bekes F, Hidvegi M, Lasztity R: Feed advisory system based on NIR ingredient data. In: Progress in Cereal Science and Technology Vol. 5A, J. Holas and J. Kratochvil, eds., Elsevier Publ., Amsterdam, 1983. pp. 601–606.
- Bekes F, Hidvegi M, Zsigmond A, Lasztity R: A novel mathematical model for determining in vitro biological value of proteins and its application for non-linear optimization of the nutritional quality of feed and food formulas. In: Progress in Cereal Science and Technology Vol. 5B, J. Holas and J. Kratochvil, Eds., Elsevier Publ., Amsterdam, 1983. pp. 1213–1218.
- Hidvegi M, Bekes F, Demeter L: On the memory of modern metabolism. Orig Life 14: 539-546, 1984.
- Hidvegi M, El-Kady A, Lasztity R, Bekes F, Simon-Sarkadi L: Contribution to the nutritional characterization of fenugreek (Trigonella foenum-graecum L. 1753). Acta Alim 13: 315-324, 1984.
- Bekes F, Hidvegi M, Zsigmond A, Lasztity R: Studies on the evaluation of the in vitro biological value of food proteins. Acta Alim 13: 135-158, 1984.
- Hidvegi M, Orsi F, Bekes F: Equations predict BV, TP and NPK from amino acid analysis. In: Cereals – Healthful foods for all. W. Steller, ed., C. Kersting Publishing Co., St. Augustin, 1984, p. 106.
- Bekes F, Hidvegi M, Lasztity R, Toth A: Moeglichkeiten der Optimierung von Fuetterungkosten unter der Beruecksichtigung der biologischen Beduerfnisse. Muehle Mischfuttertech 122: 628-630, 1985.
- Mercer LP, Hijazi H, Dillery S, Hidvegi M: Chronobiological rhythms in the growth rates and food intake rates of rats. FASEB J 5A: 1652, 1991.
- El-Kady A, Lasztity R, Hidvegi M, Khalil MO, Simon-Sarkadi L: The biological value of maize fenugreek flour mixtures in some foods. Acta Alim 20: 173-182, 1991.
- Lasztity R, Lasztity B, Hidvegi M, Simon-Sarkadi L: Effect of fertilizers on yield, protein content and amino acid composition of winter cereals. Period Polytech Ser Chem Eng 36: 25-42, 1992.
- Mercer LP, Hijazi H, Hidvegi M: Bioperiodicity in the growth rates of rats. FASEB J 7A: 90, 1993.
- Mercer LP, Haijazi H, Hidvegi M: Weanling rats display bioperiodicity of growth and food intake rates. J Nutrition 123: 1356-1362, 1993.
- Bui HK, Hidvegi M, Lasztity R, Salgo A, Simon-Sarkadi L: Untersuchung der Ernaehrungsbiologischen Qualitaet der Proteine von Vietnamischen Maissorten. Period Polytech Ser Chem Eng 38: 209-217, 1994.
- Dermely M, Bogenrieder C, Hidvegi M: Effect of microwave drying on protein and chlorophyll contents of blind nettle (Urtica urens). Period Polytech Ser Chem Eng 39: 77-84, 1995.
- Lasztity R, Hidvegi M, Bata A: Saponins in food. Food Rev Int 14: 371-390, 1998.
- Tomoskozi-Farkas R, Hidvegi M, Lasztity R: Investigation of methoxy-substituted benzoquinone derivatives in tree samples grown in Hungary. Acta Biol Hung 49: 79-87, 1998.
- Hidvegi M, Raso E, Tomoskozi-Farkas R, Paku S, Lapis K, Szende B: The effect of Avemar and Avemar + vitamin C on tumor growth and metastasis in experimental animals. Anticancer Res 18: 2353-2358, 1998.
- Hidvegi M, Raso E, Tomoskozi-Farkas R, Lapis K, Szende B: Effect of MSC on the immune response of mice. Immunopharmacology 41: 183-186, 1999.
- Hidvegi M, Raso E, Tomoskozi-Farkas R, Lapis K, Szende B: MSC, a new benzoquinone-containing natural product with antimetastatic effect. Cancer Biother Radiopharm 14: 277-289, 1999.
- Jakab F, Mayer A, Hoffmann A, Hidvegi M: First clinical data of a natural immunomodulator in colorectal cancer. Hepatogastroenterology 47: 393-395, 2000.
- Boros LG, Lee W-NP, Hidvegi M, Go VLW: Metabolic effects of fermented wheat germ extract with anti-tumor properties in cultured MIA pancreatic adenocarcinoma cells. Pancreas 21: 434, 2000.
- Boros L. G, Lapis K, Szende B, Tomoskozi-Farkas R, Balogh A, Boren J, Marin S, Cascante M, Hidvegi M: Wheat germ extract decreases glucose uptake and RNA ribose formation but increases fatty acid synthesis in MIA pancreatic adenocarcinoma cells. Pancreas 23: 141-147, 2001.
- Zalatnai A, Lapis K, Szende B, Raso E, Telekes A, Resetar A, Hidvegi M: Wheat germ extract inhibits experimental colon carcinogenesis in F-344 rats. Carcinogenesis 22: 1649-1652, 2001.
- Ehrenfeld M, Blank M, Shoenfeld Y, Hidvegi M: Avemar (a new benzoquinone-containing natural product) administration interferes with the Th2 response in experimental SLE and promotes amelioration of the disease. Lupus 10: 622-627, 2001.
- Fajka-Boja R, Hidvegi M, Shoenfeld Y, Ion G, Demydenko D, Tomoskozi-Farkas R, Vizler Cs, Telekes A, Resetar A, Monostori E: Fermented wheat germ extract induces apoptosis and downregulation of major histocompatibility complex class I proteins in tumor T and B cell lines. Int J Oncol 20: 563-570, 2002.
- Nichelatti M, Hidvegi M: Experimental and clinical results with Avemar (a dried extract from fermented wheat germ) in animal cancer models and in cancer patients. Nogyogyaszati Onkologia 7: 180-185, 2002.
- Hidvegi M, Lasztity R: Phytic acid content of cereals and legumes and interaction with proteins. Period Polytech Ser Chem Eng 46: 59-64, 2002.
- Jakab F, Shoenfeld Y, Balogh A, Nichelatti M, Hoffmann A, Kahan Zs, Lapis K, Mayer A, Sapy P, Szentpetery F, Telekes A, Thurzo L, Vagvolgyi A, Hidvegi M: A medical nutriment has supportive value in the treatment of colorectal cancer. Br J Cancer 89: 465-469, 2003.
- Tompa A, Kocsis Zs, Marcsek Z, Jakab M, Szende B, Hidvegi M: Chemo-prevention with tamoxifen and Avemar by inducing apoptosis on MCF-7 (ER+) breast cancer cells. 2nd Congress of the World Society of Breast Health, Monduzzi Editore, Bologna, p. 61-66. 2003.
- Garami M, Schuler D, Babosa M, Borgulya G, Hauser P, Müller J, Paksy A, Szabó E, Hidvegi M, Fekete Gy: Fermented wheat germ extract reduces chemotherapy-induced febrile neutropenia in pediatric cancer patients. J Pediatric Hematol Oncol 10: 631-635, 2004.
- Stipkovits L, Lapis K, Hidvegi M, Kosa E, Glavits R, Resetar A: Testing the efficacy of fermented wheat germ extract against Mycoplasma gallisepticum infection of chicken. Poultry Sci 11: 1844-1848, 2004.
- Balint G, Apathy A, Gaal M, Telekes A, Resetar A, Blazso G, Falkay G, Szende B, Paksy A, Ehrenfeld M, Shoenfeld Y, Hidvegi M: Effect of Avemar – a fermented wheat germ extract – on rheumatoid arthritis. Preliminary data. Clin Exp Rheumatol 24: 325-328, 2006.
- Telekes A, Resetar A, Balint G, Blazso G, Falkay G, Lapis K, Raso E, Szende B, Ehrenfeld M, Shoenfeld Y, Hidvegi M. Fermented wheat germ extract (Avemar) inhibits adjuvant arthritis. Ann N Y Acad Sci 1110: 348-361, 2007.
- Saiko P, Ozsvar-Kozma M, Graser G, Lackner A, Grusch M, Madlener S, Krupitza G, Jaeger W, Hidvegi M, Agarwal RP, Fritzer-Szekeres M, Szekeres T: Avemar, a nontoxic fermented wheat germ extract, attenuates the growth of sensitive and 5-FdUrd/Ara-C cross-resistant H9 human lymphoma cells through induction of apoptosis. Oncol Rep 21: 787-791, 2009.
- Lasztity R, Hidvegi M (eds): Amino acid composition and biological value of cereal proteins. D. Reidel Publ Co., Boston, 1985.
- Hidvegi M, Bakanyi Z: Cholesterol counter. Handbook of healthy nutrition. Uj Mandatum Publ., Budapest, 1991. (In Hungarian)